# Продани (Арђеш)
Продани (рум. Prodani) насеље је у Румунији у округу Арђеш у општини Ведеа. Oпштина се налази на надморској висини од 280 m.

## Становништво
Према подацима из 2002. године у насељу је живело 142 становника, од којих су сви румунске националности.